# Europees kampioenschap volleybal vrouwen 2015
Het Europees kampioenschap volleybal vrouwen 2015 werd van 26 september tot en met 4 oktober 2015 georganiseerd in Nederland en België.

## Opzet
De top-5 van het vorige EK plaatsten zich rechtstreeks voor het toernooi in 2015. Nederland en België zijn als gastlanden al gekwalificeerd. Daar komen nog negen landen bij die zich via kwalificatietoernooien voor dit EK hebben gekwalificeerd. In de eerste ronde worden de zestien deelnemende ploegen onderverdeeld in vier groepen. De top-3 van elke groep stoot door naar de tweede ronde, waar in twee groepen van zes ploegen wordt gespeeld. Daarbij worden de resultaten van de onderlinge confrontaties uit de eerste ronde ook verrekend. De beste twee ploegen uit beide groepen bereiken de halve finales.

## Gekwalificeerde teams
| Gastlanden       | Via EK 2013                             | Groepswinnaars                                      | Via play-off                      |
| ---------------- | --------------------------------------- | --------------------------------------------------- | --------------------------------- |
| België Nederland | Duitsland Italië Kroatië Rusland Servië | Bulgarije Hongarije Polen Roemenië Tsjechië Turkije | Azerbeidzjan Wit-Rusland Slovenië |

## Speelsteden
- Rotterdam
- Apeldoorn
- Eindhoven
- Antwerpen

## Eindtoernooi

### Groepsfase
| Geplaatst voor de kwartfinale |
| Geplaatst voor play-offs      |

#### Groep A
|      |           |     | Wedstrijden | Wedstrijden | Sets | Sets | Sets |
| Rank | Team      | Pts | W           | L           | W    | L    |      |
| ---- | --------- | --- | ----------- | ----------- | ---- | ---- | ---- |
| 1    | Nederland | 9   | 3           | 0           | 9    | 1    |      |
| 2    | Italië    | 6   | 2           | 1           | 6    | 5    |      |
| 3    | Polen     | 3   | 1           | 2           | 5    | 6    |      |
| 4    | Slovenië  | 0   | 0           | 3           | 1    | 9    |      |

#### Groep B
|      |              |     | Wedstrijden | Wedstrijden | Sets | Sets | Sets |
| Rank | Team         | Pts | W           | L           | W    | L    |      |
| ---- | ------------ | --- | ----------- | ----------- | ---- | ---- | ---- |
| 1    | Turkije      | 9   | 3           | 0           | 9    | 0    |      |
| 2    | België       | 6   | 2           | 1           | 6    | 3    |      |
| 3    | Hongarije    | 3   | 1           | 2           | 3    | 7    |      |
| 4    | Azerbeidzjan | 0   | 0           | 3           | 1    | 9    |      |

#### Groep C
|      |             |     | Wedstrijden | Wedstrijden | Sets | Sets | Sets |
| Rank | Team        | Pts | W           | L           | W    | L    |      |
| ---- | ----------- | --- | ----------- | ----------- | ---- | ---- | ---- |
| 1    | Rusland     | 6   | 2           | 1           | 6    | 3    |      |
| 2    | Wit-Rusland | 5   | 2           | 1           | 6    | 5    |      |
| 3    | Kroatië     | 5   | 2           | 1           | 6    | 5    |      |
| 4    | Bulgarije   | 2   | 0           | 3           | 4    | 9    |      |

#### Groep D
|      |           |     | Wedstrijden | Wedstrijden | Sets | Sets | Sets |
| Rank | Team      | Pts | W           | L           | W    | L    |      |
| ---- | --------- | --- | ----------- | ----------- | ---- | ---- | ---- |
| 1    | Servië    | 9   | 3           | 0           | 9    | 0    |      |
| 2    | Duitsland | 6   | 2           | 1           | 6    | 4    |      |
| 3    | Tsjechië  | 3   | 1           | 2           | 3    | 6    |      |
| 4    | Roemenië  | 0   | 0           | 3           | 1    | 9    |      |

## Kampioenschapsronde

### Play-offs
| Datum  |             | Score |           | Set 1 | Set 2 | Set 3 | Set 4 | Set 5 | Totaal |
| ------ | ----------- | ----- | --------- | ----- | ----- | ----- | ----- | ----- | ------ |
| 30 sep | Italië      | 3-0   | Kroatië   | 25-22 | 25-21 | 25-20 | -     | -     | 75-63  |
| 30 sep | België      | 3-1   | Tsjechië  | 25-12 | 23-25 | 25-21 | 25-9  | -     | 98-67  |
| 30 sep | Wit-Rusland | 2-3   | Polen     | 17-25 | 13-25 | 25-22 | 25-20 | 12-15 | 92-107 |
| 30 sep | Duitsland   | 3-0   | Hongarije | 25-18 | 25-17 | 25-14 | -     | -     | 75-49  |

### Kwartfinale
| Datum |           | Score |           | Set 1 | Set 2 | Set 3 | Set 4 | Set 5 | Totaal  |
| ----- | --------- | ----- | --------- | ----- | ----- | ----- | ----- | ----- | ------- |
| 1 okt | Nederland | 3-1   | Polen     | 25-16 | 23-25 | 25-16 | 25-16 | -     | 98-79   |
| 1 okt | Turkije   | 3-2   | Duitsland | 25-20 | 21-25 | 20-25 | 25-23 | 15-12 | 106-105 |
| 1 okt | Rusland   | 3-1   | Italië    | 30-28 | 20-25 | 25-23 | 25-20 | -     | 100-96  |
| 1 okt | Servië    | 3-1   | België    | 19-25 | 29-27 | 25-11 | 25-18 | -     | 98-81   |

### Halve finale
| Datum |           | Score |         | Set 1 | Set 2 | Set 3 | Set 4 | Set 5 | Totaal |
| ----- | --------- | ----- | ------- | ----- | ----- | ----- | ----- | ----- | ------ |
| 3 okt | Nederland | 3-0   | Turkije | 25-22 | 25-18 | 28-26 | -     | -     | 78-66  |
| 3 okt | Rusland   | 3-1   | Servië  | 25-23 | 25-23 | 21-25 | 25-22 | -     | 96-93  |

### Troostfinale
| Datum |         | Score |        | Set 1   | Set 2   | Set 3   | Set 4 | Set 5 | Totaal  |
| ----- | ------- | ----- | ------ | ------- | ------- | ------- | ----- | ----- | ------- |
| 4 okt | Turkije | 0 - 3 | Servië | 19 - 25 | 17 - 25 | 18 - 25 | -     | -     | 54 - 75 |

### Finale
| Datum |           | Score |         | Set 1   | Set 2   | Set 3   | Set 4 | Set 5 | Totaal  |
| ----- | --------- | ----- | ------- | ------- | ------- | ------- | ----- | ----- | ------- |
| 4 okt | Nederland | 0 - 3 | Rusland | 14 - 25 | 20 - 25 | 20 - 25 | -     | -     | 54 - 75 |

## Organisatie
De organisatie ontving een subsidie van € 1.747.081 van het Nederlandse Ministerie van VWS, in het kader van de subsidieregeling van topsportevenementen.